# 諾伍德交匯站
诺伍德交汇站（英語：Norwood Junction railway station）是伦敦地上铁东伦敦线西克羅伊登支線的一座车站，位于伦敦的克羅伊登區，属于第4收费区。此外，南方鐵路也使用本站。

## 概况
本站有7个月台，但目前实际上仅有5个月台在使用。其中1号站台是可以直接从主入口进入，无需经过楼梯，负责北行方向的列车去往海布里及伊斯灵顿站、维多利亚站和伦敦桥站，此外伦敦地上铁亦使用本站台。2号站台则因和1号站台之间隔着1条轨道，但由于列车只在1号站台一侧开关门，因此2号站台无法办理上下车业务。3号站台则为自霍舍姆站、布赖顿站和阿克菲尔德站方向至伦敦桥站的快车提供上下车业务，当泰晤士连线计划完成后将会利用本站台开行去往贝德福德站方向的列车。4号站台为自伦敦桥站方向至阿克菲尔德站、格域机场和霍舍姆站的快车提供上下车业务。5号站台主要是海布里及伊斯灵顿站至西克罗伊登站、伦敦桥站至凯特勒姆的列车在此停靠。6站台则是维多利亚站经水晶宫站至寇斯顿站的列车在此停靠，但偶尔改为停靠5站台。7号站台则因存在废线，无法使用。

## 歷史
1839年6月5日，本站開通，倫敦和克羅伊登鐵路把當時的車站名稱命名為快樂水手站。1941年，該站轉由倫敦和布賴頓鐵路運營。1844年，一個哥特風格的抽水站在本站建成。之後本站與波特蘭路的平交道口取消，被一座橫跨道路的鐵路橋所取代。
1846年，倫敦和克羅伊登鐵路和倫敦和布賴頓鐵路重組之後組成的倫敦布賴頓和南海岸鐵路接管了該站，并更名為诺伍德站。在1856年改為現在名稱。原有的車站站舍在後來被改為私人住宅用途，直到1960年代被拆除。
1870年代至1880年代，本站南側建有大型的編組站，以便機車折返。並在1935年加建了直徑19.85米的轉車盤，取代了位於西克羅伊登站的車庫，這個機務段在1964年關閉，並在1966年拆卸。
1910年10月1日，本站改名為诺伍德交汇和南诺伍德站。但在1955年，又改为现在的名称，然而车票印刷的站名却延迟了很多天才有所更改。

## 列車服務

### 上行（北行）
非高峰時間：
- 不停車至倫敦橋站，每小時2班
- 僅在新十字門站停車，至倫敦橋站，每小時2班
- 各站停車經新十字門站至倫敦橋站，每小時2班
- 各站停車經佩卡姆黑麥站、東杜爾維治站、水晶宮站至倫敦橋站，每小時2班
- 經加拿大塘站至海布里及伊斯灵顿站，每小時4班[9]
- 經克拉珀姆交汇站、水晶宮站至维多利亚站，每小時4班

### 下行（南行）
非高峰時間：
- 至西克羅伊登站，每小時6班[9]
- 經西克羅伊登站至薩頓站，每小時2班
- 經東克羅伊登站至凯特勒姆站，每小時2班
- 經東克羅伊登站至霍舍姆站，每小時2班

## 其他
因泰晤士連線未來即將使用本站，本站在未來會進行大規模的改建工程。